# María Torres Tejada
María Torres Tejada (Bailén, Jaén, 22 de agosto de 1981) es una abogada y política española, diputada por el Partido Popular en el Congreso durante la XII legislatura.

## Biografía
Licenciada en Derecho por la Universidad de Jaén. Ha trabajado como abogada especializada en derecho laboral desde 2005 a 2014. Entre 2006 y 2013 fue miembro de la junta directiva del Grupo de Abogados Jóvenes de Jaén y miembro de la Comisión de Acceso a la Abogacía y Formación de la Confederación Española de Abogados Jóvenes.
Desde su infancia compaginó los estudios con sus dos pasiones, el teatro y el karate, en el cual llegó a obtener el cinturón marrón. En julio de 2000 se convirtió en la directora de teatro del grupo BEBOP. Ha escrito varias obras de teatro como Cosas de pareja o ¿Qué estoy haciendo aquí? y es coautora y codirectora de la obra Baylen, un lugar para la Historia. Es socia fundadora de la Asociación Histórico-Cultural Napoleónica de la Batalla de Bailén, de la cual fue su secretaria hasta 2009, y socia fundadora de la Asociación Baylén Antiqua de Bailén.
A nivel político, es concejala del Ayuntamiento de Bailén desde 2007. Fue responsable del área de Comunicación, Juventud y Salud hasta 2009 y posteriormente estuvo al frente de la concejalía de Turismo hasta 2011; durante ese periodo creó los Premios Jóvenes Baileneses y puso en marcha la Radio Municipal de Bailén y el Museo Arqueológico de Bailén. Entre 2011 y 2015 fue concejala en la oposición. Tras las elecciones de 2015, fue nombrada Segunda Teniente de Alcalde, concejala delegada de Urbanismo, Festejos y Recursos Humanos y portavoz del Grupo Popular en la corporación municipal.
Es secretaria del Partido Popular de Bailén, vicesecretaria de Formación y Redes Sociales en el Partido Popular de Jaén y miembro del Comité Electoral Provincial. El 14 de febrero de 2017 se convirtió en diputada por Jaén en el Congreso tras la renuncia de Ángeles Isac y, en 2024, tras la renuncia de María Luisa Del Moral Leal.